# スーパーインテリジェンス (映画)
『スーパーインテリジェンス』（原題：Superintelligence）は、2020年公開のアメリカ合衆国のアクション・コメディ映画。ベン・ファルコーン監督、メリッサ・マッカーシー主演・製作。
米国では劇場公開されずにHBO Maxで配信されたが、日本でも劇場公開されずに2021年6月2日にDVDスルーされる。

## キャスト
- キャロル・ピーターズ：メリッサ・マッカーシー
- ジョージ：ボビー・カナヴェイル
- デニス：ブライアン・タイリー・ヘンリー
- アメリカ合衆国大統領：ジーン・スマート
- ドナヒュー：サム・リチャードソン
- エミリー：サラ・ベイカー
- セルゲイ：ウスマン・アリー
- アーメド：カラン・ソーニ
- ゴメス将軍：マイケル・ビーチ
- 人工知能の声：ジェームズ・コーデン